# Comic Strip Classics
A série Comic Strip Classics de selos comemorativos foi editado pelo United States Postal Service em 1995 em homenagem ao centenário das tiras diárias dos jornais.
A série trazia desenhos de personagens das tiras diárias com seus logotipos.  A série foi restrita às séries criadas anteriormente a 1950.